# José Covas Lima
José Fernando Covas Lima de Carvalho (Beja, 23 de Agosto de 1936 - Beja, 1 de Fevereiro de 2014), foi um político, engenheiro e professor português.

## Biografia

### Nascimento e formação
José Covas Lima nasceu na cidade de Beja, em 23 de Agosto de 1936. Licenciou-se no Instituto Superior de Agronomia.

### Carreira política e profissional
José Covas Lima exerceu como engenheiro agrónomo, tendo trabalhado especialmente na região do Alentejo. Iniciou a sua carreira profissional em 1963, no Laboratório de Fitofarmacologia da Direcção-Geral dos Serviços Agrícolas, tendo contribuído para a reorganização do Instituto Nacional de Investigação Agrária, onde exerceu como subdiretor-Geral de Proteção da Produção Agrícola.
Participou no Conselho Nacional de Higiene e Segurança no Trabalho, como representante da Confederação  dos  Agricultores  de  Portugal.
Também foi delegado de Portugal na Organização das Nações Unidas para Alimentação e Agricultura, e sub-secretário de Estado do ministro de Agricultura nos quarto e quinto governos constitucionais, comandados por Mota Pinto (1978-1979) e Maria de Lurdes Pintassilgo (1979-1980).
Trabalhou igualmente como docente universitário, tendo sido nomeado, em 1987, como presidente da da comissão instaladora da Escola Superior Agrária de Beja e do Instituto Politécnico de Beja.

### Falecimento
José Covas Lima faleceu em Fevereiro de 2014, aos 77 anos de idade, no Hospital de Beja. O funeral teve lugar no dia seguinte, tendo o corpo sido enterrado no cemitério de Beja.

## Homenagens
Em 14 de Março de 2014, a Assembleia da República aprovou um voto de pesar pelo seu falecimento.